# Ponticola rhodioni
Ponticola rhodioni es una especie de peces de la familia de los Gobiidae en el orden de los Perciformes.

## Distribución geográfica
Se encuentra en los ríos que desaguan en la Mar Negro.

## Observaciones
Es inofensivo para los humanos.